# ЧС3
ЧС3 (Чехословацкого производства, тип 3; заводские обозначения типа — 29Е1 и 29E2) — пассажирский односекционный четырёхосный электровоз постоянного тока (напряжение в контактной сети 3 кВ), выпускавшийся в 1961 году на заводе Škoda в Пльзене. Осевая формула — 20−20. Всего было выпущено 87 электровозов этой серии. Фактически электровозы ЧС3 являются усиленным вариантом электровозов ЧС1.

## История

### Производство
В 1960 году, в связи с увеличением длинносоставности пассажирских поездов, МПС СССР заказало заводу Škoda, также известному тогда как Пльзеньский завод им. В. И. Ленина, выпуск более мощных электровозов, чем ЧС1. Руководством завода было принято решение модернизировать электровозы этой серии постройкой электровозов новой серии, на базе электровоза ЧС1. На последнем опытном электровозе серии ЧС (получившем заводское обозначение типа 29Е0) были установлены более мощные тяговые электродвигатели AL4846eT от электровоза ЧС2 с тяговым приводом изменённой конструкции — привод системы Сешерон с упругими крестовинами был заменён на привод системы Шкода с карданными муфтами. В остальном оборудование электровоза не претерпело значительных изменений. Все такие локомотивы, строившиеся по образцу опытного ЧС1 (то есть прототипа 29Е0), получили новое обозначение серии — ЧС3 (заводское обозначение типа — 29Е1, далее 29Е2).
Все 87 электровозов ЧС3 были построены в 1961 году.
На основе конструкции электровоза ЧС3 для Польши был создан двухсекционный грузовой электровоз ET40.

### Эксплуатация
Вначале электровозы ЧС3 обслуживали участок Москва — Харьков — Иловайск, а затем были переданы на Транссибирскую магистраль, где и эксплуатировались до 1991 года, постепенно заменяясь электровозами ЧС2. В ходе эксплуатации электровозы ЧС3 дооборудовались и объединялись попарно по системе многих единиц, управляемых одним машинистом. В 2000 гг. несколько электровозов ЧС3 переоборудованы в электромотрисы — оборудование перенесено на крышу и под кузов, а в кузове оборудован пассажирский салон. Помимо освобождения машинного отделения, у этих машин переработаны кабины машинистов (двухстворчатые лобовые стёкла заменены на трёхстворчатые более простой формы). В ряде случаев обозначение ЧС3 для электромотрис заменено на ПЭМ-3 (ЧС3-64) или ПЭМ-4 (ЧС3-56).

## Технические характеристики
Основные технические характеристики электровозов ЧС1 и ЧС3:
| Осевая формула                          | Осевая формула            | 20−20          | 20−20          | 20−20 | 20−20 |
| Размеры                                 |                           |                |                |       |       |
| Длина, мм                               | по осям автосцепок        | 17 080         | 17 080         |       |       |
| Длина, мм                               | по буферным брусьям       | 15 860         | 15 860         |       |       |
| Ширина, мм                              | по кузову                 | 3030           | 3030           |       |       |
| Высота, мм                              |                           |                |                |       |       |
| по крыше кузова                         | 3960                      | 3960           |                |       |       |
| по полозу опущенного токоприёмника      | 5100                      | 5100           |                |       |       |
| по полозу поднятого токоприёмника       | 5400 — 6900               | 5400 — 6900    |                |       |       |
| Высота оси автосцепок, мм               | Высота оси автосцепок, мм | 1055           | 1055           |       |       |
| Размеры ходовой части, мм               | Шкворневая база           | 8170           | 8170           |       |       |
| Размеры ходовой части, мм               | Полная колёсная база      | 11 500         | 11 500         |       |       |
| Размеры ходовой части, мм               | Колёсная база тележек     | 3330           | 3330           |       |       |
| Размеры ходовой части, мм               | Диаметр новых колёс       | 1250           | 1250           |       |       |
| Размеры ходовой части, мм               | Ширина колеи              | 1520           | 1520           |       |       |
| Весовые характеристики                  |                           |                |                |       |       |
| Рабочая масса, т                        | Рабочая масса, т          | 85             | 85             |       |       |
| Нагрузка на ось, тс                     | Нагрузка на ось, тс       | 21,25          | 21,25          |       |       |
| Тягово-энергетические характеристики    |                           |                |                |       |       |
| Род тока                                | Род тока                  | постоянный     | постоянный     |       |       |
| Напряжение, кВ                          | Напряжение, кВ            | 3              | 3              |       |       |
| Мощность тяговых электродвигателей, кВт | в часовом режиме          | 4 × 586 = 2344 | 4 × 700 = 2800 |       |       |
| Мощность тяговых электродвигателей, кВт | в длительном режиме       | 4 × 508 = 2032 | 4 × 618 = 2472 |       |       |
| Скорость, км/ч                          | в часовом режиме          | 62,3           | 70,5           |       |       |
| Скорость, км/ч                          | в длительном режиме       | 65,4           | 74,7           |       |       |
| Скорость, км/ч                          | конструкционная           | 140            | 140            |       |       |
| Сила тяги, тс                           | в часовом режиме          | 13,5           | 14,3           |       |       |
| Сила тяги, тс                           | в длительном режиме       | 11,1           | 11,9           |       |       |

## Сохранённые электровозы
Благодаря энтузиастам железных дорог, удалось сохранить для истории как минимум три локомотива серии:
- ЧС3-45 — передан в Музей истории железнодорожной техники Московской железной дороги (Москва, Рижский вокзал); при этом электровоз является экспонатом Центрального музея железнодорожного транспорта Российской Федерации (ЦМЖТ РФ, Санкт-Петербург);
- ЧС3-73 — передан в Новосибирский музей железнодорожной техники им. Н. А. Акулинина (Новосибирск, станция Сеятель);
- ЧС3-81 — помещён на базу запаса Лебяжье для ЦМЖТ РФ.

## Галерея

Общий вид
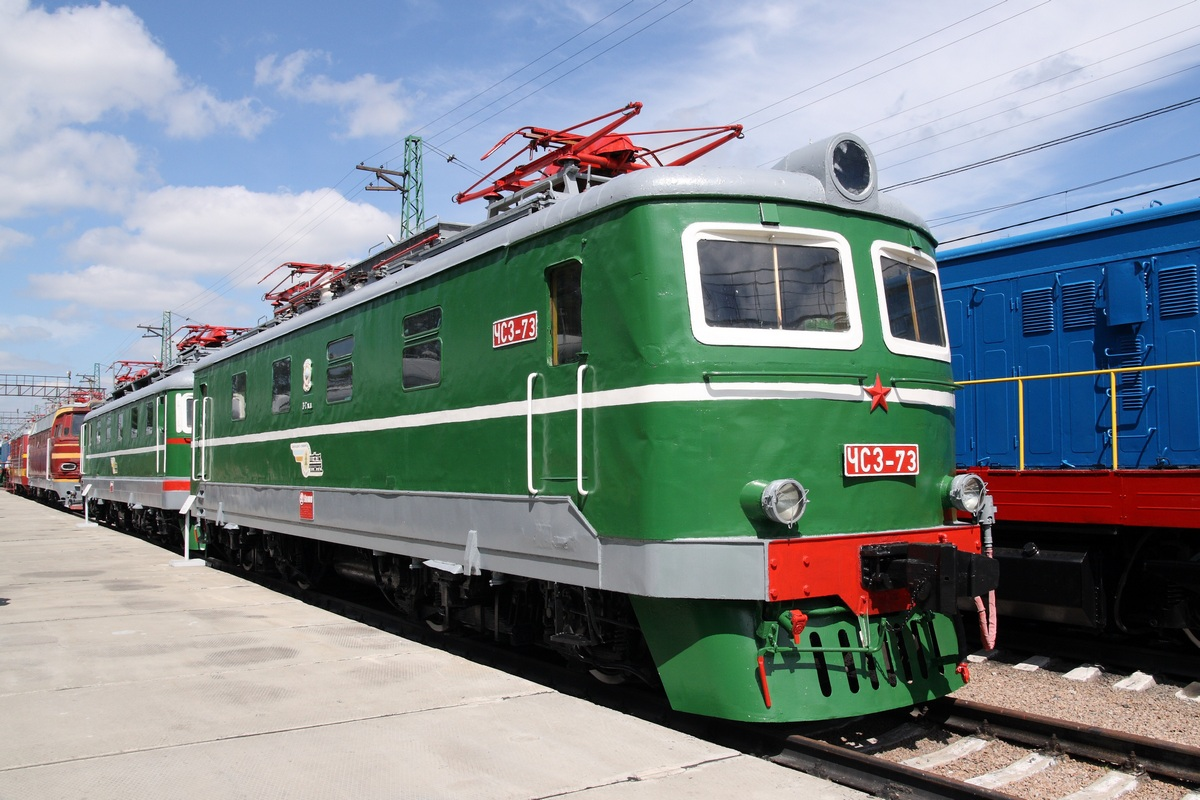
ЧС3-73 в Новосибирском железнодорожном музее
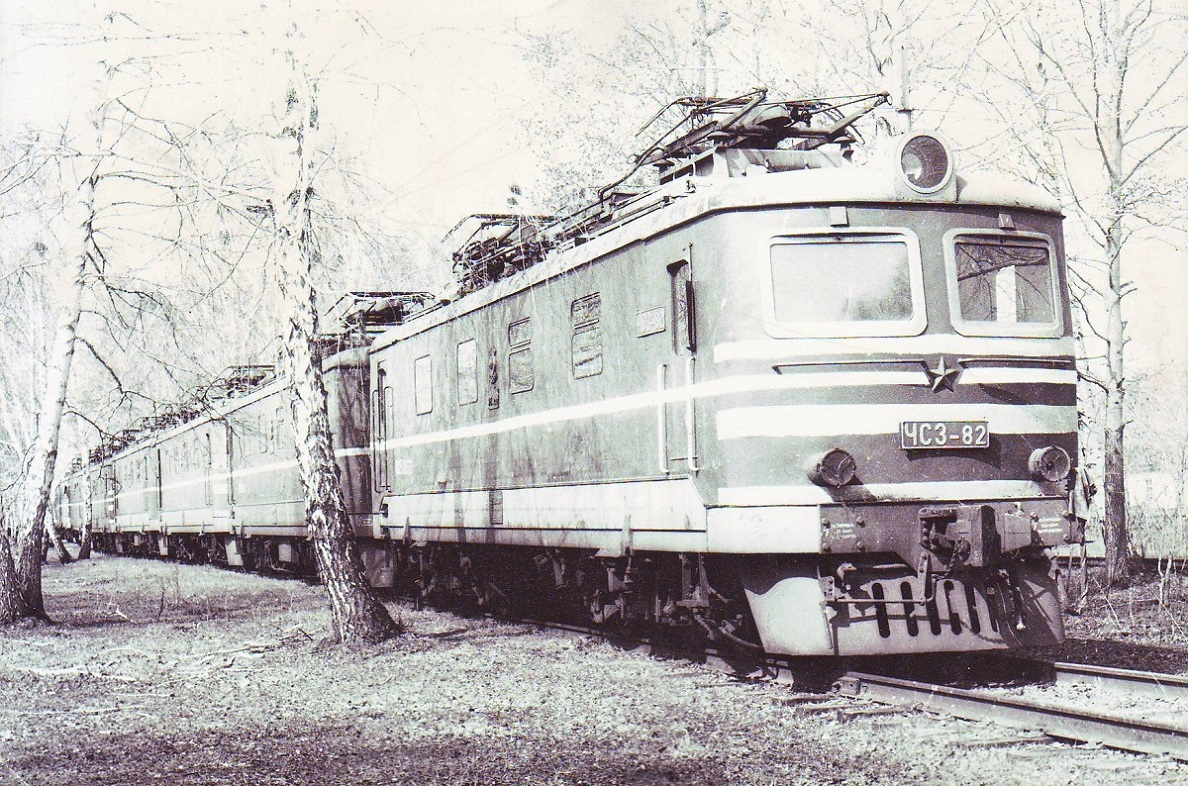
ЧС3-82 на базе запаса Кожурла (Новосибирская область)
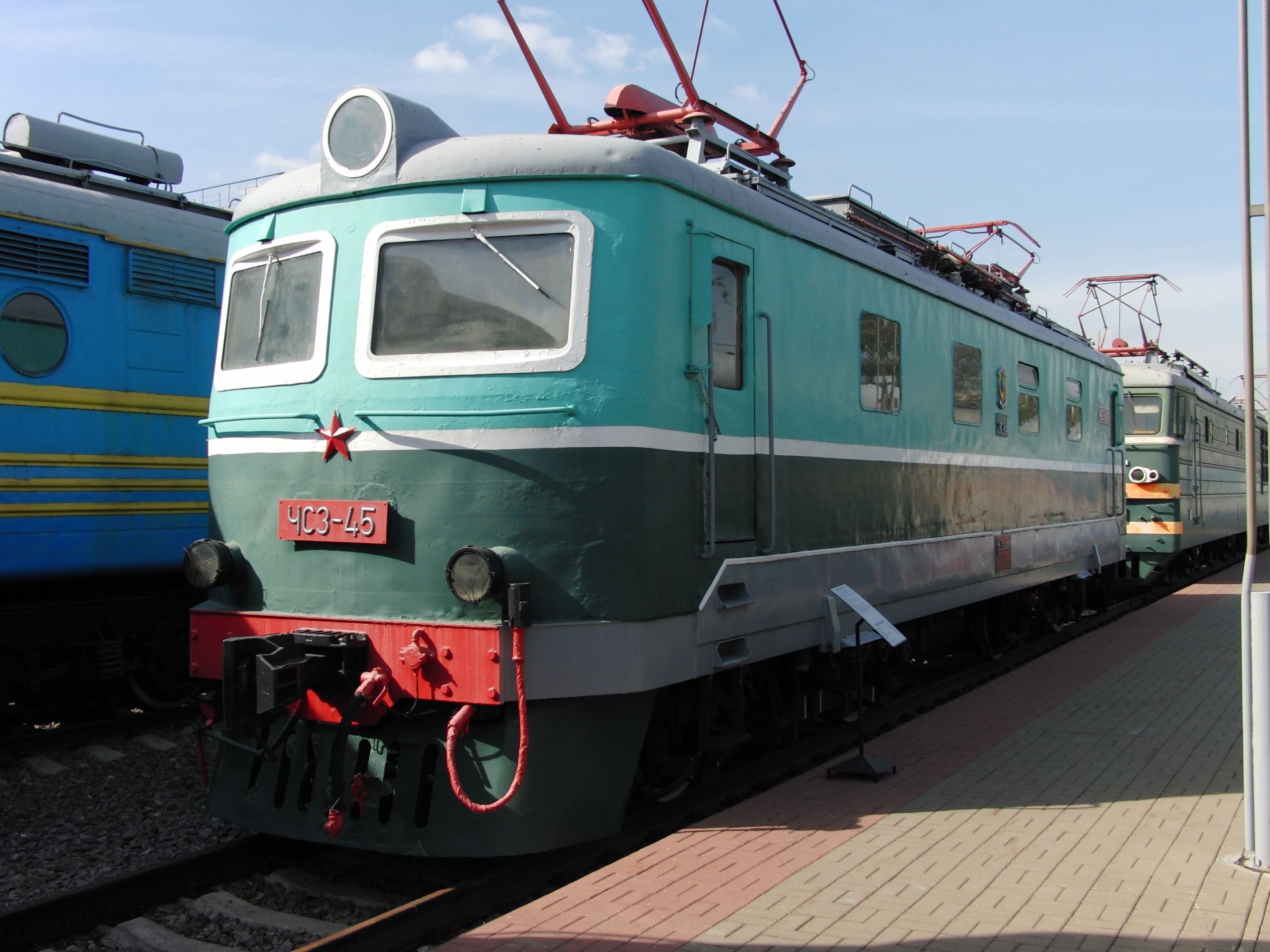
ЧС3-45 в  Музее истории развития железнодорожного транспорта Московской железной дороги

Детали
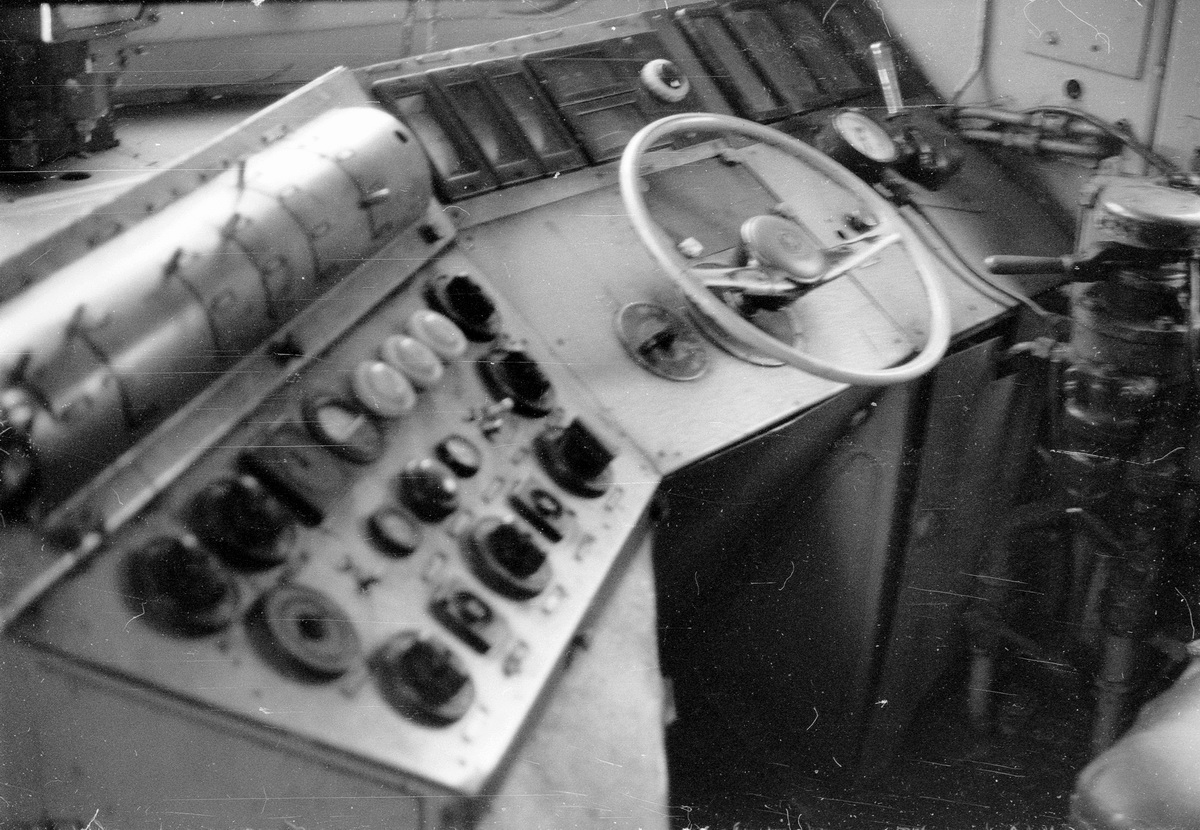
Пульт управления в кабине машиниста
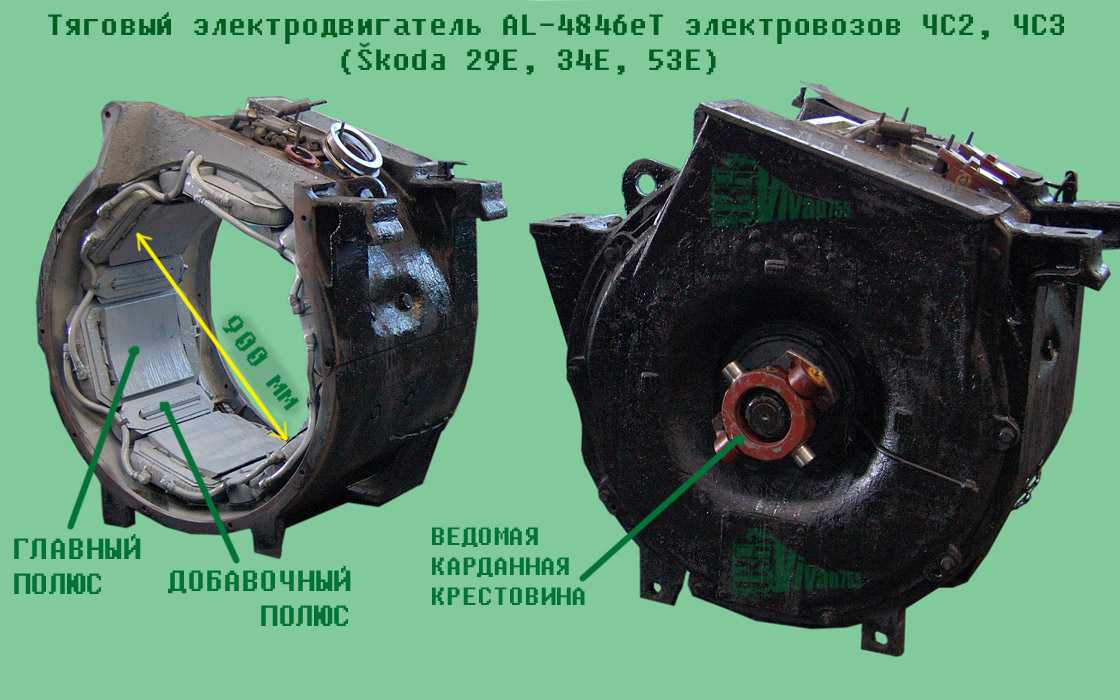
Тяговый электродвигатель AL-4846eT, применявшийся на электровозах
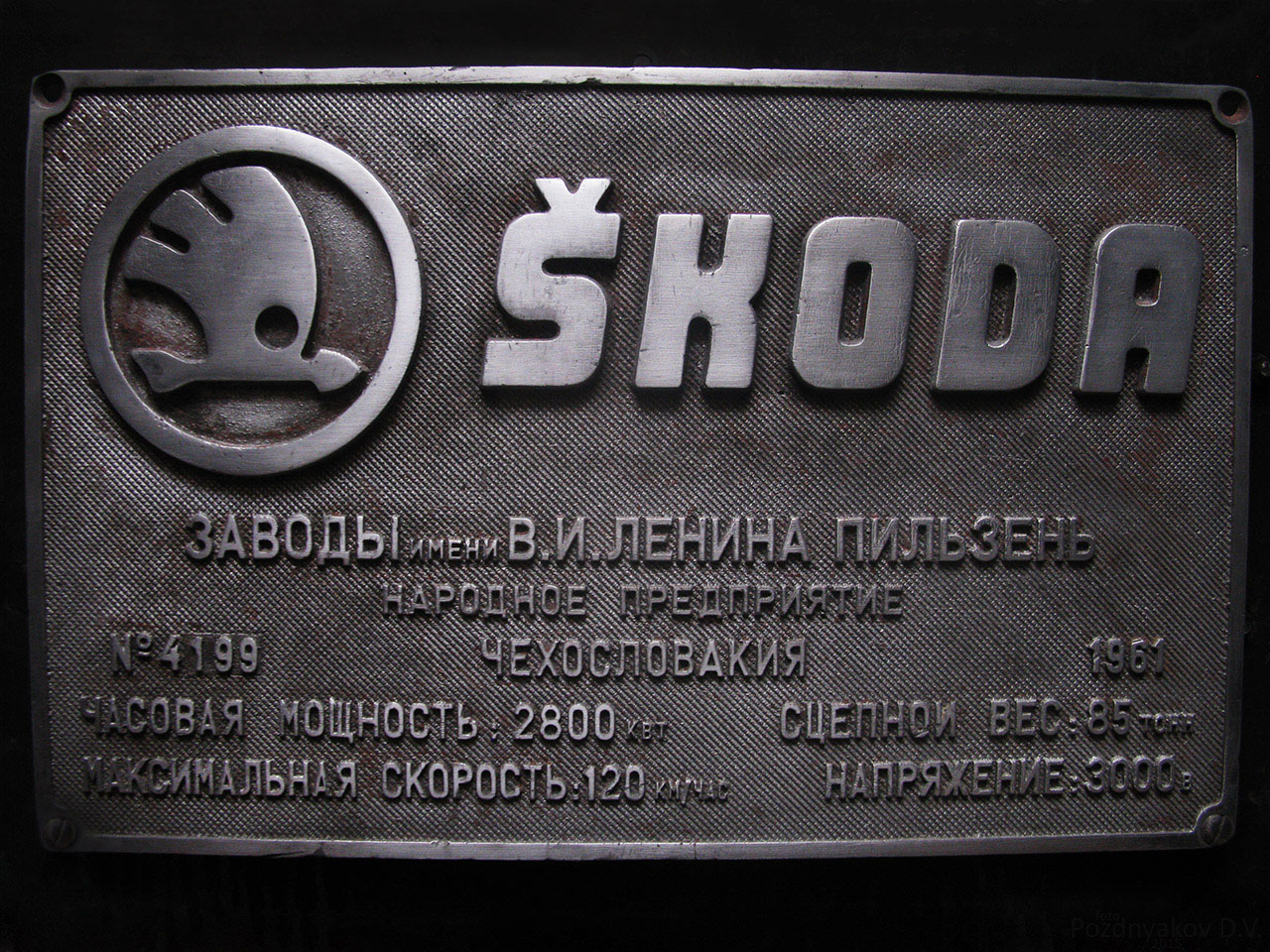
Заводская табличка от ЧС3-55